# Taylor Phinney
Taylor Phinney (ur. 27 czerwca 1990 w Boulder) – amerykański kolarz szosowy i torowy, czterokrotny medalista torowych i dwukrotny medalista szosowych mistrzostw świata.

## Kariera
Pierwszy sukces w karierze Taylor Phinney osiągnął w 2007 roku, kiedy zdobył złoty medal w indywidualnej jeździe na czas na szosowych mistrzostwach świata juniorów. Rok później w tej samej konkurencji był trzeci, a na torowych mistrzostwach świata juniorów zwyciężył w indywidualnym wyścigu na dochodzenie. W 2008 roku wystąpił także na igrzyskach olimpijskich w Pekinie, gdzie w wyścigu indywidualnym na dochodzenie zajął siódme miejsce. Na torowych mistrzostwach świata w Pruszkowie w 2009 roku zdobył złoto w indywidualnym wyścigu na dochodzenie, a w wyścigu na 1 km był drugi, przegrywając tylko z Niemcem Stefanem Nimke. Na rozgrywanych rok później torowych mistrzostwach świta w Kopenhadze obronił tytuł z Pruszkowa, zdobywając ponadto brązowy medal w omnium. W zawodach tych wyprzedzili go jedynie Brytyjczyk Edward Clancy i Australijczyk Leigh Howard. W tym samym roku zdobył również złoty medal w indywidualnej jeździe na czas oraz brązowy w wyścigu ze startu wspólnego w kategorii U-23 na szosowych mistrzostwach świata w Geelong. Kolejne medale zdobył w 2012 roku, kiedy na szosowych mistrzostwach świata w Valkenburgu był drugi zarówno w indywidualnej, jak i drużynowej jeździe na czas. Nieco ponad dwa miesiące wcześniej wystartował na igrzyskach olimpijskich w Londynie, zajmując w obu konkurencjach szosowych czwarte miejsce. W walce o medal w indywidualnej jeździe na czas lepszy okazał się Chris Froome z Wielkiej Brytanii, a w wyścigu ze startu wspólnego wyprzedził go Norweg Alexander Kristoff.
Jego rodzice Connie Carpenter i Davis Phinney również uprawiali kolarstwo.
Od czerwca 2025 jest mężem polskiej kolarki, Katarzyny Niewiadomej.

## Najważniejsze osiągnięcia

### Kolarstwo torowe
2007
- 1. miejsce w mistrzostwach USA w indywidualnym wyścigu na 4000 m na dochodzenie

2008
- 1. miejsce w mistrzostwach świata juniorów w indywidualnym wyścigu na 4000 m na dochodzenie
- 7. miejsce w igrzyskach olimpijskich w indywidualnym wyścigu na 4000 m na dochodzenie

2009
- 1. miejsce w mistrzostwach świata w indywidualnym wyścigu na 4000 m na dochodzenie
- 1. miejsce w mistrzostwach USA w wyścigu punktowym
- 1. miejsce w mistrzostwach USA w indywidualnym wyścigu na 4000 m na dochodzenie
- 1. miejsce w mistrzostwach USA w drużynowym wyścigu na 4000 m na dochodzenie

2010
- 1. miejsce w mistrzostwach świata w indywidualnym wyścigu na 4000 m na dochodzenie

### Kolarstwo szosowe
2007
- 1. miejsce w mistrzostwach świata juniorów w indywidualnej jeździe na czas

2009
- 1. miejsce w prologu Fleche du Sud

2010
- 1. miejsce w mistrzostwach świata do lat 23 w jeździe indywidualnej na czas
- 1. miejsce w mistrzostwach USA w jeździe indywidualnej na czas
- 1. miejsce w Olympia’s Tour
  - 1. miejsce w prologu i na 1., 2. i 3. etapie
- 1. miejsce w prologu i na 3. etapie Tour of Utah
- 1. miejsce w prologu Tour de l’Avenir

2011
- 4. miejsce w Eneco Tour
  - 1. miejsce w prologu

2012
- 1. miejsce na prologu Giro d’Italia
- 1. miejsce na 7. etapie USA Pro Cycling Challenge
- 4. miejsce w igrzyskach olimpijskich (start wspólny)
- 4. miejsce w igrzyskach olimpijskich (jazda indywidualna na czas)
- 2. miejsce w mistrzostwach świata (jazda drużynowa na czas)
- 2. miejsce w mistrzostwach świata (jazda indywidualna na czas)

2013
- 3. miejsce w Tour of Qatar
- 1. miejsce na 4. etapie Tour de Pologne
- 5. miejsce w mistrzostwach świata (jazda indywidualna na czas)

2014
- 1. miejsce w mistrzostwach USA w jeździe indywidualnej na czas
- 1. miejsce w Dubai Tour
  -  Zwycięzca klasyfikacji młodzieżowej
  - 1. miejsce na 1. etapie (ITT)
- 1. miejsce na 5. etapie Tour of California
- 7. miejsce na Omloop Het Nieuwsblad

2015
- 1. miejsce na mistrzostwach świata w jeździe drużynowej na czas
- 1. miejsce na 1. etapie USA Pro Cycling Challenge

2016
- 2. miejsce w mistrzostwach świata (jazda druż. na czas)
- 1. miejsce w mistrzostwach USA w jeździe indywidualnej na czas